# Terveurdt
Terveurdt was een kasteel in het Nederlandse dorp Hoensbroek, provincie Limburg.

## Locatie
Het is niet duidelijk waar het kasteel Terveurdt precies heeft gelegen. De naam zou verwijzen naar een ‘voorde’, oftewel een doorwaadbare plaats aan het water. Dit zou de Caumerbeek kunnen zijn. Bij de Professor Eykmanlaan te Hoensbroek heeft in het verleden een terp gelegen die op de kasteellocatie zou kunnen wijzen. 
Een andere mogelijke locatie is bij Voerendaal, waar in de buurtschap Barrier eveneens een huis Terveurdt zou hebben gestaan. 

## Geschiedenis
In 1388 werd het dorp Hoensbroek door hertogin Johanna van Brabant verheven tot een heerlijkheid. In de bijbehorende schenkingsbrief werd ook het goed Terveurdt genoemd. Dit goed bleek al geruime tijd vóór de verheffing verpand te zijn door de heren van Valkenburg aan de familie Van der Veurdt. Nadat het pandschap was afgelost bleef Terveurdt overigens in bezit van deze familie.
In de 15e eeuw was Terveurdt een leengoed van Hoensbroek. In 1460 werd het door Daniel van Anstelen geschonken aan Johan Hoen, die hiermee de stamvader werd van de familietak Hoen van Terveurdt.
De laatste mannelijke vertegenwoordiger van de familie Hoen van Terveurdt was George, die in 1611 overleed. Toen zijn dochter Catharina in 1612 stierf, liet zij het na aan haar zoon Johan Frederik. Na zijn overlijden in 1623 vererfde Terveurdt aan Anna Hoen van Hoensbroek. Het huis werd overigens nog bewoond door Catharina’s echtgenoot Gondulphus de Lamboy tot Croonendael, die het vruchtgebruik van Terveurdt had gekregen. Anna huwde Johan Spies en in 1633 verkocht het stel Terveurdt aan Adriaan baron Hoen van Hoensbroek. Na het overlijden van Gondulphus in 1638 kwam het huis leeg te staan.
Nadat het huis vervallen was geraakt, werd de ruïne midden 18e eeuw afgebroken. De restanten zouden nog tot in de 19e eeuw in het landschap zichtbaar zijn. De gronden die bij Terveurdt hoorden, werden samengevoegd met een ander landgoed.

## Beschrijving
Over het uiterlijk van Terveurdt is niets bekend. In 1470 zou het bestaan hebben uit een hof en een huis. Op een kaart uit begin 19e eeuw zijn alleen nog twee vijvers zichtbaar, mogelijk de restanten van een kasteelgracht.
Aerwinkel · Kasteel Afferden · Aldt Huys · Aldenborgh · Kasteel Aldenghoor · Aldenhoven · Alte Burg · Kasteel Amstenrade · Slot Annendael · Kasteel Arcen · Baersdonck · Bakvliet · Baronsberg · Baxhof · Beegden ·  Benzenrade · Kasteel De Berckt · Kasteel Bethlehem · Beusdaelshof · Binsfeld · Huis Blankenberg · Kasteel Bleijenbeek · Blitterswijck · Boerlo · Bolberg · Bollenberg · Kasteel De Bongard · Borggraaf · Kasteel d'Erp · Kasteel Borggraaf · Kasteel Borgharen · Kasteel Born · Huis Bree · Breust · Kasteel Broekhuizen · Broekhuizen · Gracht Burggraaf · Kasteel De Burght · Kasteel Cartils · Cloppenburg (Oost-Maarland) · Kasteel Cortenbach · Huis De Dael · Dammerscheid · Kasteel De Bockenhof · De Donck (Sevenum) · De Donck (Swolgen) · De Dorth ·  Huis ten Dijcken · Kasteel Doenrade · De Doom · Douve · Douvenrade · De Dries · Kasteel Erenstein · Kasteel Eijsden · Eijsden · Einrade · Kasteel Elsloo · Ensenbroek · Eperhuis · Etzenraderhuuske · Exaten · Kasteel Eijckholt · Kasteel Eyckholt · Eys · Gastendonck · Kasteel Genbroek · Gebroken Slot · Kasteel Geijsteren · Kasteel Op Genhoes · Kasteel Genhoes · Genneperhuis · Kasteel Het Geudje · Kasteel Geulle · Kasteel Geusselt · Geijsteren · Gen Heck · Ghoor · Kasteel Goedenraad · Kasteel Grasbroek · Kasteel Groenendaal · Groethof · Groot Paarlo · Kasteel van Gronsveld · De Gun ·Kasteel Haeren · Kasteel Den Halder · Heerlaer · Heeze · Heijen · 's-Herenanstel · Kasteel Hillenraad · Kasteel Hoensbroek · Hoenshuis · Holstrate · Holtmühle · Huize Holtum · Kasteel Horn · De Horst · Huys ter Horst · Ten Hove (Grathem) · Ten Hove (Panningen) · Huis Brias · Huis Darth ·  Kasteel Hurpesch · Kasteel Sint-Jansgeleen · Kasteel Jerusalem · Kasteel Kaldenbroek · Den Kamp · Kasteel Karsveld · Kasteel Keverberg · Klein Paarlo · Klimmender Huuske · De Kolck · Koppelberg · Laar · Landsfort · Kasteel Lemiers · Kasteelruïne Lichtenberg · Kasteel Limbricht · Lonesteyn · Huize Lovendael · Mazenburg · Kasteel van Meerlo · Kasteel Meerssenhoven · Meezenbroek · Kasteel van Mheer · Middelaar · Kasteel Millen · Kasteel Montfort · Movert · Mulrode · De Munt · Château Neercanne · Kasteel Neubourg · Nienghoor · Huis Nierhoven · Kasteel Nieuwenbroeck · Nije Huys · Kasteel Nijenborgh · Kasteel Nijswiller · Nijthuysen · Kasteel Obbicht · Oedenrade · Kasteel Ooijen · Kasteel Oost (Valkenburg) · Kasteel Oost (Oost-Maarland) · Kasteel Ouborg · Overen · Kasteel Passarts-Nieuwenhagen · Prickenis · Prinsenhof · Puth · De Putting · Raath · De Raay · Ravenhof · Kasteel Reijmersbeek · Kasteel van Rijckholt · Kasteel Rivieren · Rodenbroek · Rosendaal · Kasteel Schaesberg · Kasteel Schaloen · Te Scharen · Schenkenburg · Kasteel Scheres · De Spijker (Geijsteren) · De Spijker (Leeuwen) · Huis Severen · Sibberhuuske · Château St. Gerlach · Spraland · Huis De Spyker · Huize Stalberg · Stalberg (Wellerlooi) · De Steeg · Kasteel Stein · Steinhagen · Steenen Huis · Stoel van Swentibold · Strijthagen (Landgraaf) · Strijthagen (Welten) · Struyver · Kasteel Terborgh · Terlinden (Wijnandsrade) · Terveurdt · Ter Weyer · Kasteel Ter Worm · De Tombe · Huis De Torentjes · Triest · Trippaert · Kasteel Vaalsbroek · Kasteel Vaeshartelt · Valkenburg · Vliek · De Vroenhof · Vrijburg · Kasteel Wambach · Warenberg · Well · Weyershof ·  Wijlre · Kasteel Wijnandsrade · Wijnandsrade · Wijnantshof · Wissegracht · Huize Witham · Kasteel Wittem · Wolfrath · Wylre